# ホンダ・フェイズ
フェイズ (FAZE) は、本田技研工業が製造販売していた248cc4ストローク単気筒エンジンを搭載したスクータータイプのオートバイである。
車名は英語の「心を騒がす」「驚かす」のFAZEから。

## 概要
フェイズは2009年（平成21年）7月10日に発売された。本田技研工業が現在販売している同じ排気量のスクーターとしてはフォルツァがあるが、フェイズは装備の簡素化、車両重量の軽量化、低廉な価格設定によりフォルツァとの差別化が図られている。そのためABS装備車でも63万円となった。
フォルツァに装備されている、マニュアルモード付きHonda SマチックEvo、スマートカードキーシステム、ハザードランプスイッチ、パーキングブレーキは搭載されておらず、オーディオパッケージの設定もない。また、シート下のラゲージボックスは小型化され、ヘッドランプとテールランプもそれぞれ1灯式となっている。
上記の変更により、車体重量は180kgとなり、その後ヤマハ発動機から新たにX-MAXが発売されるまで、国内250ccスクーター中最軽量を誇った。
装備以外でのフォルツァとの基本的な相違点としては、キャスター角を立て、軸間距離を 5mm 短縮することにより旋回性能を向上し、前後サスペンションにおいても、より高荷重に耐えうるセッティングとしている。　またフレームの剛性バランスも見直され、より高い速度での倒し込みが出来るよう縦剛性が高められた。
エンジンも同型式ながら、ACGのフリクション削減、マフラー形状の変更を行い、フォルツァの22ps/2.2kgf・m というスペックに対し、23ps/2.3kgf・mと上回っており、排出ガス規制への対応も、フォルツァの二次空気供給装置と酸化触媒の組み合わせから、より高度な空燃比フィードバック制御機構とモノリス型三元触媒の組み合わせとなる。
豪華なクルーザー的な性格を持つフォルツァに対し、フェイズは装備が簡略化された廉価版のようなイメージのみで語られることもあるが、上記のような変更により、基本性能を確保し、ハンドリングやレスポンスを重視した、実用的かつスポーティーなモデルと見ることもできる。

### TYPE-S
2009年11月26日にHonda SマチックEvo（ただしマニュアルシフト機構は持たない）とハザードランプスイッチを搭載したTYPE-Sを追加し発売した。
全てのモデルとも2015年に生産終了が公表された。